# Тюїті Наґумо
Тюїті Наґумо (яп. 南雲 忠一; 25 березня 1887, Йонедзава, Японська імперія — 6 липня 1944, Сайпан, Японська імперія) — японський військовий діяч і флотоводець, адмірал (8 липня 1944, посмертно) Імперського флоту Японії. На початку Другої світової війни очолював 1-й авіаносний флот, особисто командував атакою на Перл-Гарбор, бомбардуваннями Дарвіна, рейдами в Індійський океан та серією інших важливих воєнних операцій Японії.

## Початок кар'єри

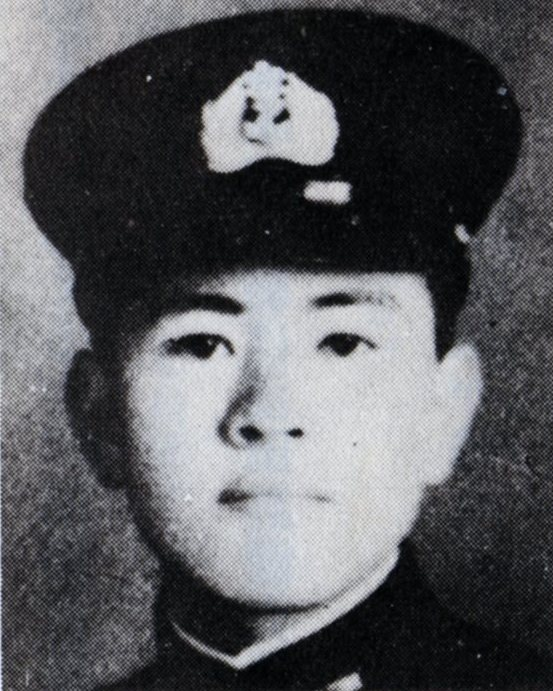
Тюїті Наґумо у званні лейтенанта

Тюїті Наґумо народився 25 березня 1887 року у місті Йонедзава, що в префектурі Ямаґата у північній частині країни. По завершенню місцевої школи він вступив до Військової академії флоту Японії, увійшовши до складу 36-о класу. 1908 року завершив навчання, ставши восьмим за успішністю з-поміж 191 курсанта. У званні мічмана проходив службу на кораблях Сойя, Ніїтака та броненосному крейсері Ніссін. 1910 року Наґумо був підвищений і переведений на службу на крейсер Асама. 
Пізніше Наґумо навчався в школі морської артилерії, по завершенню якої отримав звання молодшого лейтенанта та призначення на лінкор Акі, пізніше проходив службу на міноносці Хацукі. 1914 року Тюїті, підвищений до старшого лейтенанта, служив на лінійному крейсері Кірісіма, а потім на есмінці Сугі. 15 грудня 1917 року він уперше в житті очолив судно, есмінець Кісарагі.

## Між світовими війнами
Закінчивши Військово-морський коледж у 1920 році за спеціальністю стратегії застосування міноносців, Наґумо отримав звання капітана ІІІ рангу. 
У період із 1920 року до 1921 року Наґумо був капітаном міноносця Момі, проте невдовзі він отримав направлення до Генерального штабу та наступні декілька років виконував різні доручення вищого військово-морського керівництва країни. Так, наприклад, 1925 року він супроводжував японську місію в Європі, яка займалася вивченням нових стратегій для ведення бойових дій на морі, а вже наступного року виконував ідентичні функції, але вже у США.
Повернувшись додому, Наґумо був переведений до берегової охорони територіальних вод, командуючи спершу канонерським човном Сага, а потім — Удзі. 1927 року він отримав посаду інспектора у Військовій академії флоту Японії. 1929 року Наґумо отримав звання капітана І рангу й прийняв командування легким крейсером Нака, а вже за рік очолив 11-й дивізіон міноносців. 1933 року він став командиром важкого крейсера Такао, а 1935 року очолив лінкор Ямасіро. 1 листопада 1935 року Наґумо було підвищено до контрадмірала та призначено на посаду командира 8-о дивізіону крейсерів із завданням сприяти переправленню сухопутних частин Імперської армії до Китаю із Жовтого моря. 
1938 року Наґумо очолив 3-й дивізіон крейсерів, а вже 15 листопада 1939 року отримав звання віцеадмірала. Наступного року він очолив Військову академію флоту Японії.

## Друга світова війна
10 квітня 1941 року Наґумо був призначений на посаду командира 1-о авіаносного флоту. Дане рішення вищого командування було доволі неоднозначним, адже адмірал, попри великий досвід служби, не вмів належним чином працювати з авіацією, на яку тоді було зроблено ставку. Так колеги Наґумо характеризували його як повністю непридатного у питанні організації морської авіації, адже адмірал, як і більшість представників старої школи, залишався консерватором, який більше покладався на лінкори, ніж на авіаносці, будучи далеким від нових методів ведення війни на морі. Крім того, ситуація загострювалася тим фактом, що це кадрове призначення ініціювалося Генеральним штабом, а не Ісороку Ямамото, який очолював Об'єднаний флот, до складу якого і входив 1-й авіаносний флот. 

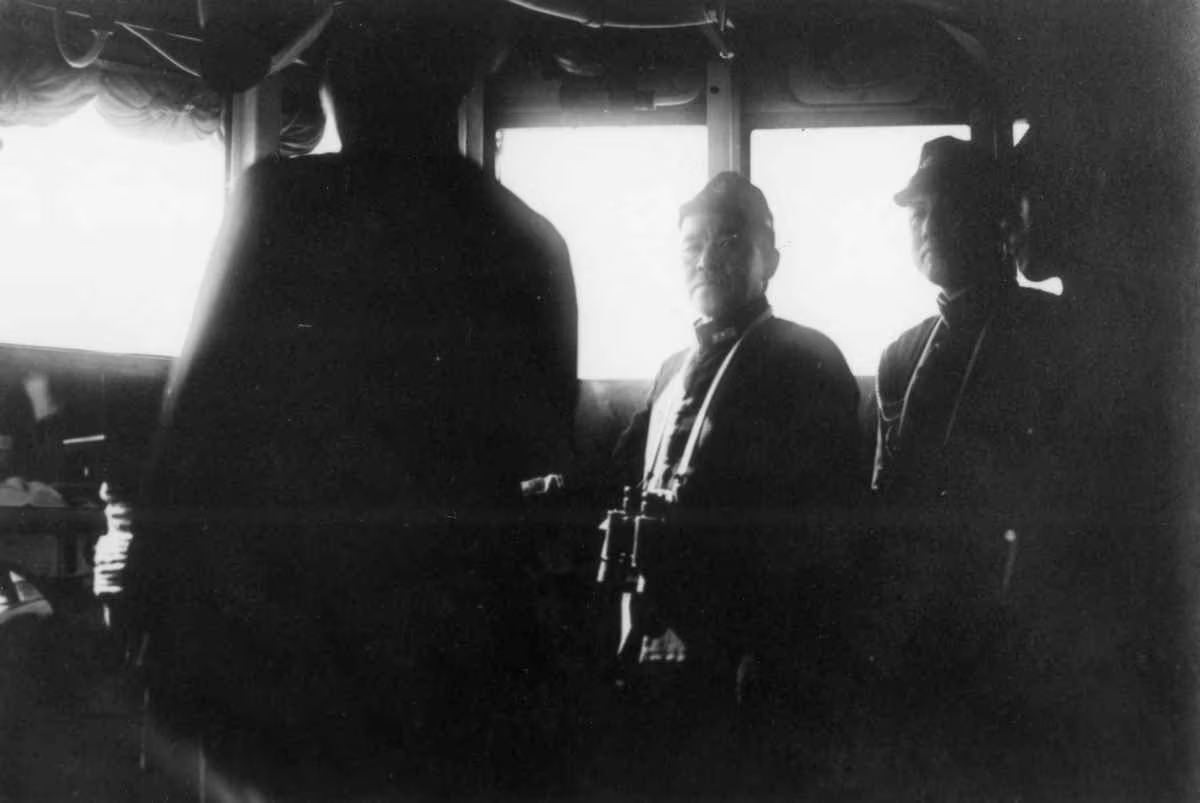
Тюїті Наґумо на борту Акаґі під час нападу на Перл-Гарбор

Спочатку сам Наґумо виступив проти плану Ямамото щодо атаки на Перл-Гарбор, проте все ж змушений був змиритися із даним рішенням головнокомандувача. Так Тюїті особисто керував даною операцією, зумівши завдати силам США значних втрат, проте пізніше він зіткнувся зі шквалом критики, адже не організував третьої хвилі повітряного нальоту, щоб добити ворога, а також не узяв під контроль атол Мідвей, повертаючись до Японії, що фактично звело нанівець усі старання вищого командування у плануванні остаточно покінчити із Тихоокеанським флотом. Попри це, Наґумо залишився на своїй посаді. Він продовжував здійснювати втілення в життя важливих операцій, досягнувши успіху у бомбардуванні Дарвіна, рейді в Індійський океан тощо.

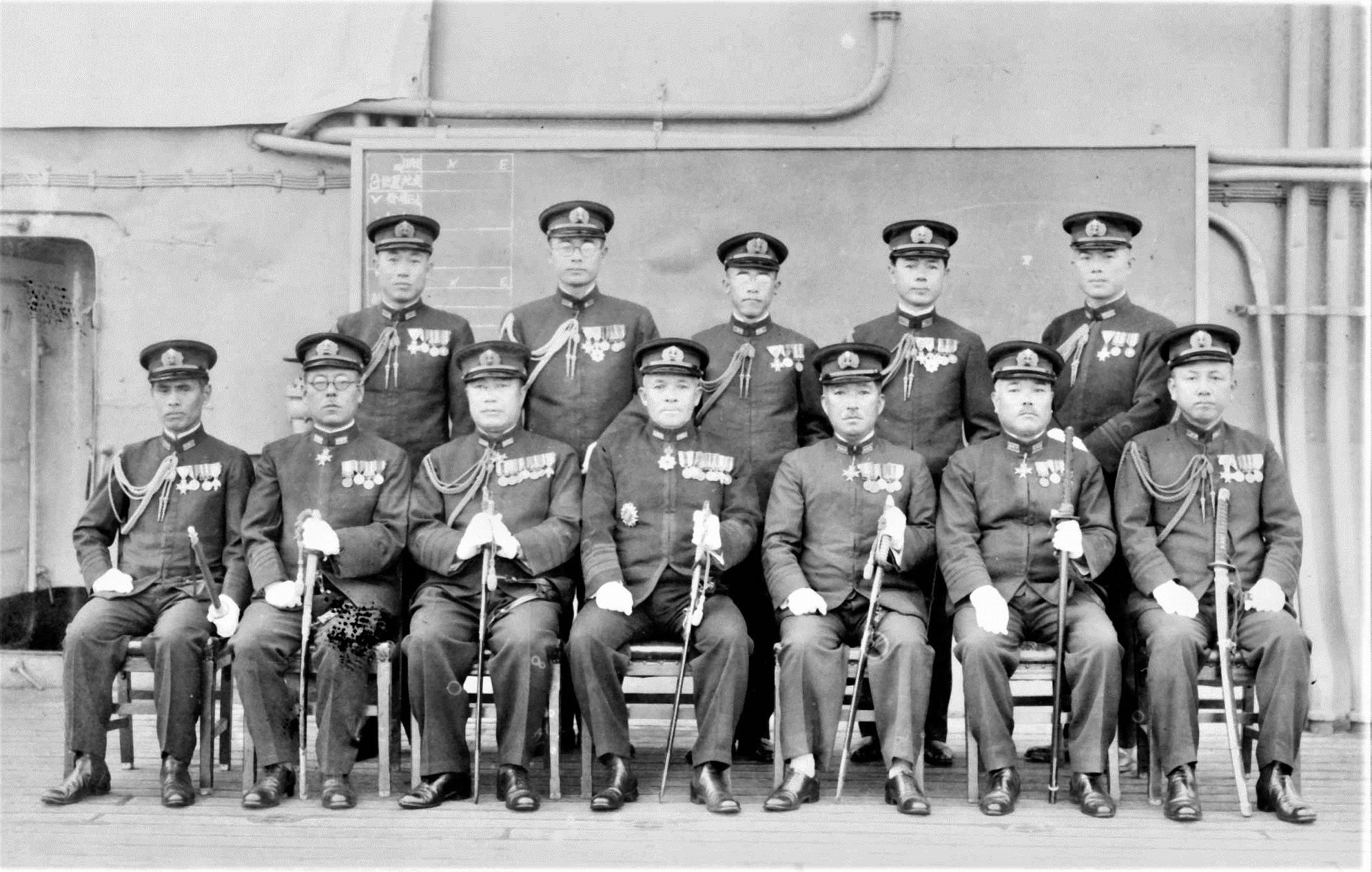
Тюїті Наґумо разом із офіцерами штабу 1-о авіаносного флоту

У червні 1942 року Наґумо брав участь у битві за Мідвей. Саме тут він зазнав фактично першої поразки у своїй кар'єрі флотоводця. Під час бою він перебував на своєму флагманському кораблі, авіаносці Акаґі. Проте один із американських літаків, які атакували судно, не зумівши вийти з піке, упав на палубу корабля, лише трохи розминувшись із командним містком. Цей епізод міг вартувати віцеадміралові Наґумо життя, проте він вижив і продовжив командувати своїм флотом у битві. 
Після провалу першої атаки на атол Наґумо вирішив організувати ще одну, проігнорувавши прямий наказ адмірала Ямамото, який вимагав берегти сили для подальших кроків. Тюїті наказав озброїти свою авіацію бомбами, проте невдовзі, дізнавшись про те, що в гавані розташована основна маса американських кораблів, вирішив переозброїти їх торпедами, розраховуючи знищити ворога. Однак американські літаки атакувати авіаносці Наґумо, знищивши їх. Сам адмірал змушений був покинути Акаґі, який пішов на дно. Загалом у цій битві японцями були втрачені чотири авіаносці, усі літаки, які розташовувалися на них, більше сотні досвідчених пілотів та велика кількість здібних морських офіцерів, що призвело до втрати імперією стратегічної ініціативи в Тихому океані.

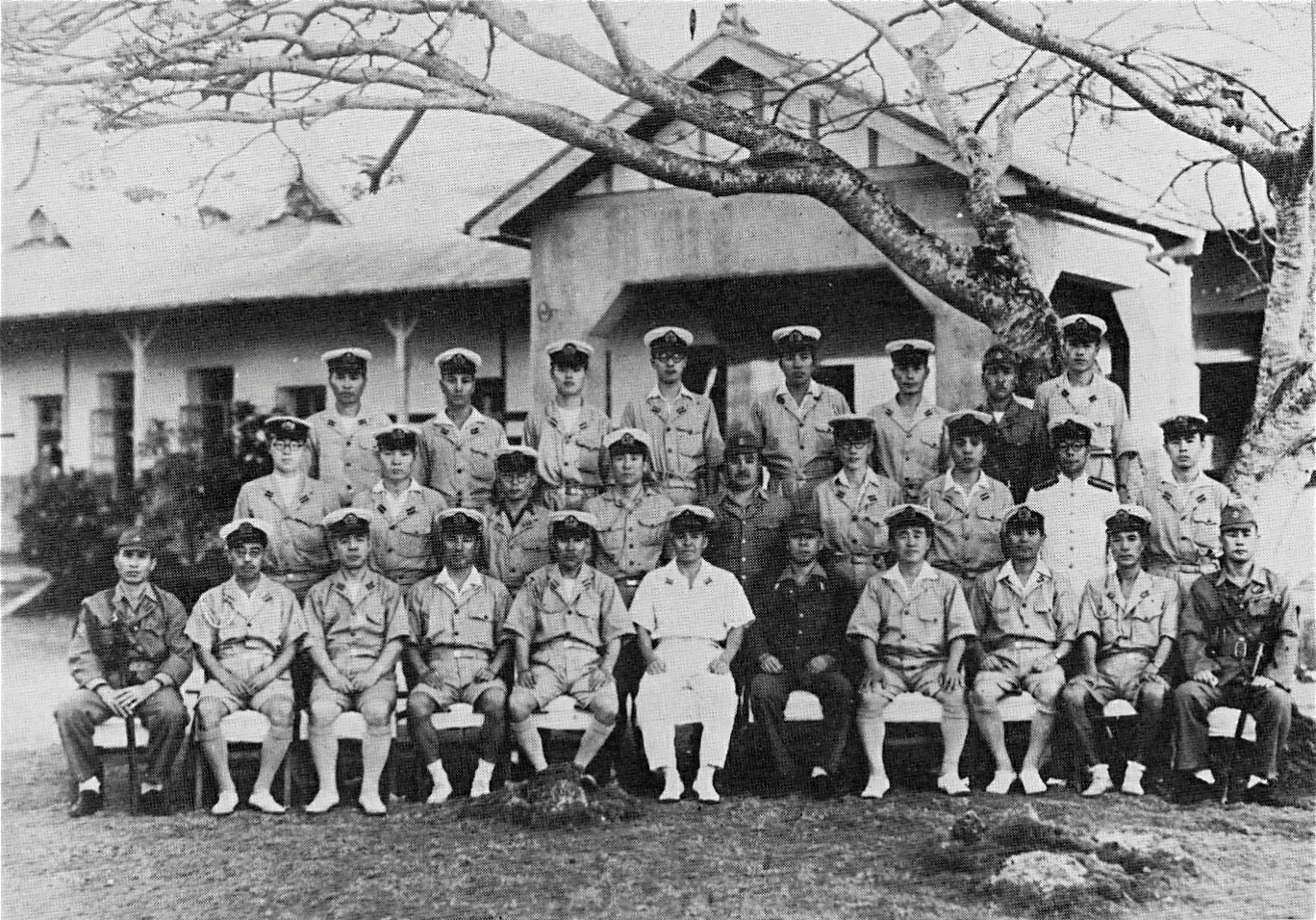
Тюїті Наґумо разом зі своїм штабом на Сайпані

Після цієї невдачі Наґумо зняли з посади очільника 1-о авіаносного флоту та призначили командиром 3-о флоту. Він командував діями флоту у битвах за Гуадалканал та біля східних Соломонових островів. Проте у цих боях він діяв нерішуче, без колишньої енергії, що призводило до великих втрат серед його підопічних. 
11 листопада 1942 року Наґумо повернувся до Японії та очолив військово-морський округ Сасебо. З 21 червня 1943 року переведений на посаду командира округом Куре. З жовтня 1943 року до лютого 1944 року адмірал командував 1-м флотом, проте активної участі у бойових діях не брав, маючи за головну місію зберегти те, що залишилося від даного з'єднання після виснажливих боїв. 
У березня 1944 року Наґумо був переведений на Маріанські острови. 15 червня 1944 року почалася битва за Сайпан. Флот на чолі з Дзісабуро Одзавою був розбитий в битві у Філіппінському морі, а тому Наґумо та генерал-лейтенант Йосіцугу Сайто повинні були власними силами протистояти американцям, без жодної підтримки з моря. Проте уже 6 липня 1944 року Тюїті Наґумо застрелився, не маючи змоги надалі утримувати власні позиції та не бажаючи потрапити до ворожого полону. Посмертно йому було присвоєно звання адмірала.